# Frankston, Texas
Frankston là một thị trấn thuộc quận Anderson, tiểu bang Texas, Hoa Kỳ. Năm 2010, dân số của thị trấn này là 1229 người.

## Dân số
- Dân số năm 2000: 1209 người.
- Dân số năm 2010: 1229 người.